# La Angostura, Guerrero
La Angostura är en ort i Mexiko.   Den ligger i kommunen Ayutla de los Libres och delstaten Guerrero, i den södra delen av landet, 280 km söder om huvudstaden Mexico City. La Angostura ligger 739 meter över havet och antalet invånare är 883.
Terrängen runt La Angostura är lite bergig. Runt La Angostura är det ganska glesbefolkat, med 29 invånare per kvadratkilometer. Närmaste större samhälle är Ayutla de los Libres, 11,9 km nordväst om La Angostura. I omgivningarna runt La Angostura växer huvudsakligen savannskog.